# سفارة سلوفينيا في التشيك
سفارة سلوفينيا في التشيك هي أرفع تمثيل دبلوماسي لدولة سلوفينيا لدى التشيك. تقع السفارة في براغ وهي تهدف لتعزيز المصالح السلوفينية في التشيك.

## وصلات خارجية
- الموقع الرسمي
- قائمة سفارات سلوفينيا
- قائمة السفارات في التشيك